# Brouhot
«Бруо́» (фр. Brouhot), Automobiles G. Brouhot & Cie — французский производитель автомобилей и двигателей. Выпускал продукцию под торговой маркой «Бруо» с 1898 по 1911 год.

## История
Шарль Бруо в 1890-х годах был владельцем фабрики сельскохозяйственных орудий в Вьерзоне. В 1898 году он основал компанию Automobiles G. Brouhot & Cie, также в Вьерзоне.
В 1911 году компания обанкротилась и производство автомобилей завершилось. Материнская компания была ликвидирована в 1914 году и управление компанией взяла на себя компания Société Française de Vierzon.

## Модели
Первая модель компании имела горизонтальный двухцилиндровый двигатель. В 1903 году компания выпустила модель 10 CV с двумя цилиндрами и две моделей с четырёхцилиндровыми двигателями и приводными цепями — 15 CV и 20 CV.
В 1906 году компания выпустила модель 8 CV с двухцилиндровым двигателем и карданным валом. Последняя модель 9 CV была выпущена в 1908 году.
Сейчас автомобили марки «Бруо» можно увидеть в Musée Auto Moto Vélo в Шательро.

## Галерея

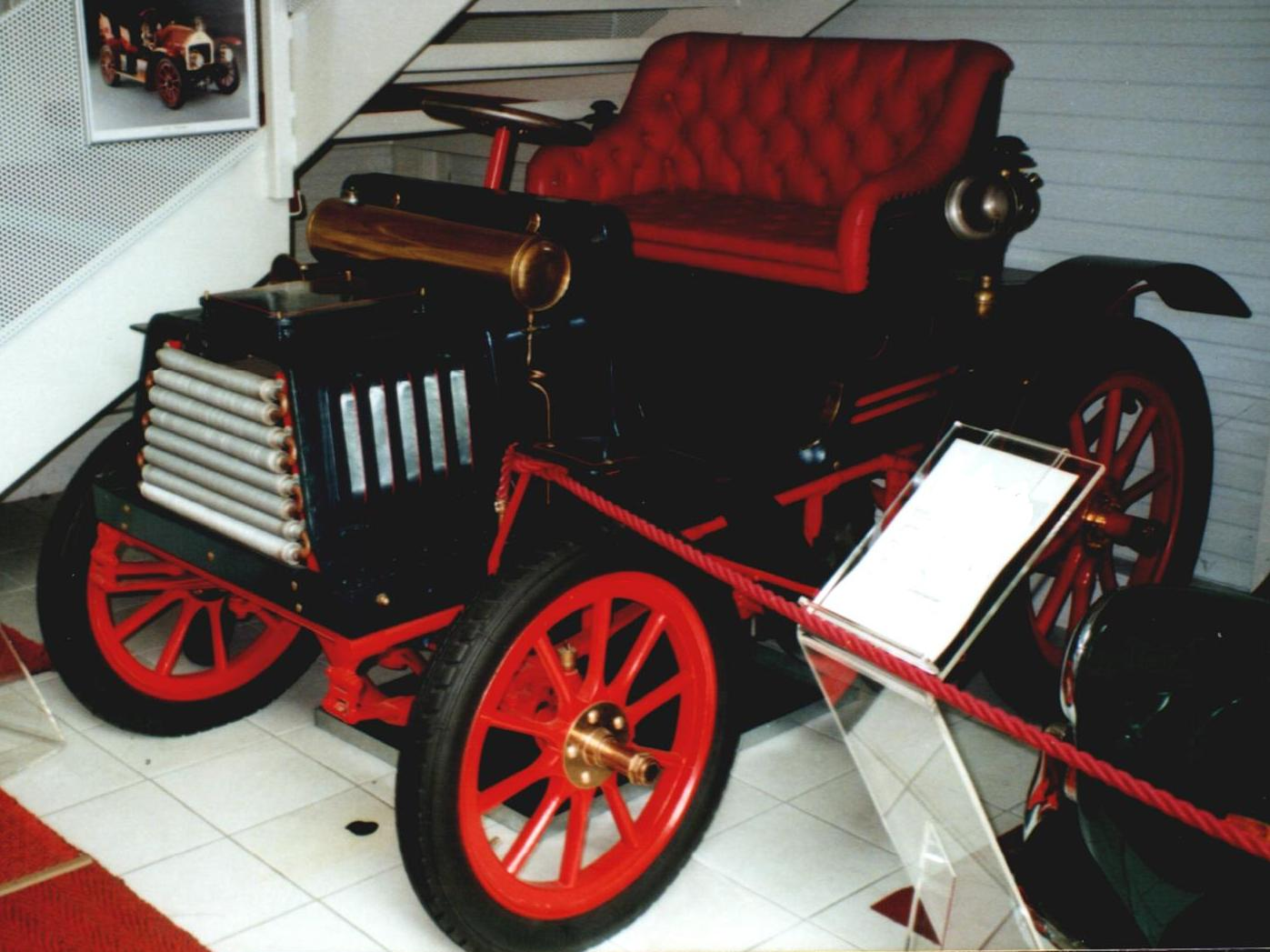
Первая модель автомобиля марки Бруо, 1898 год
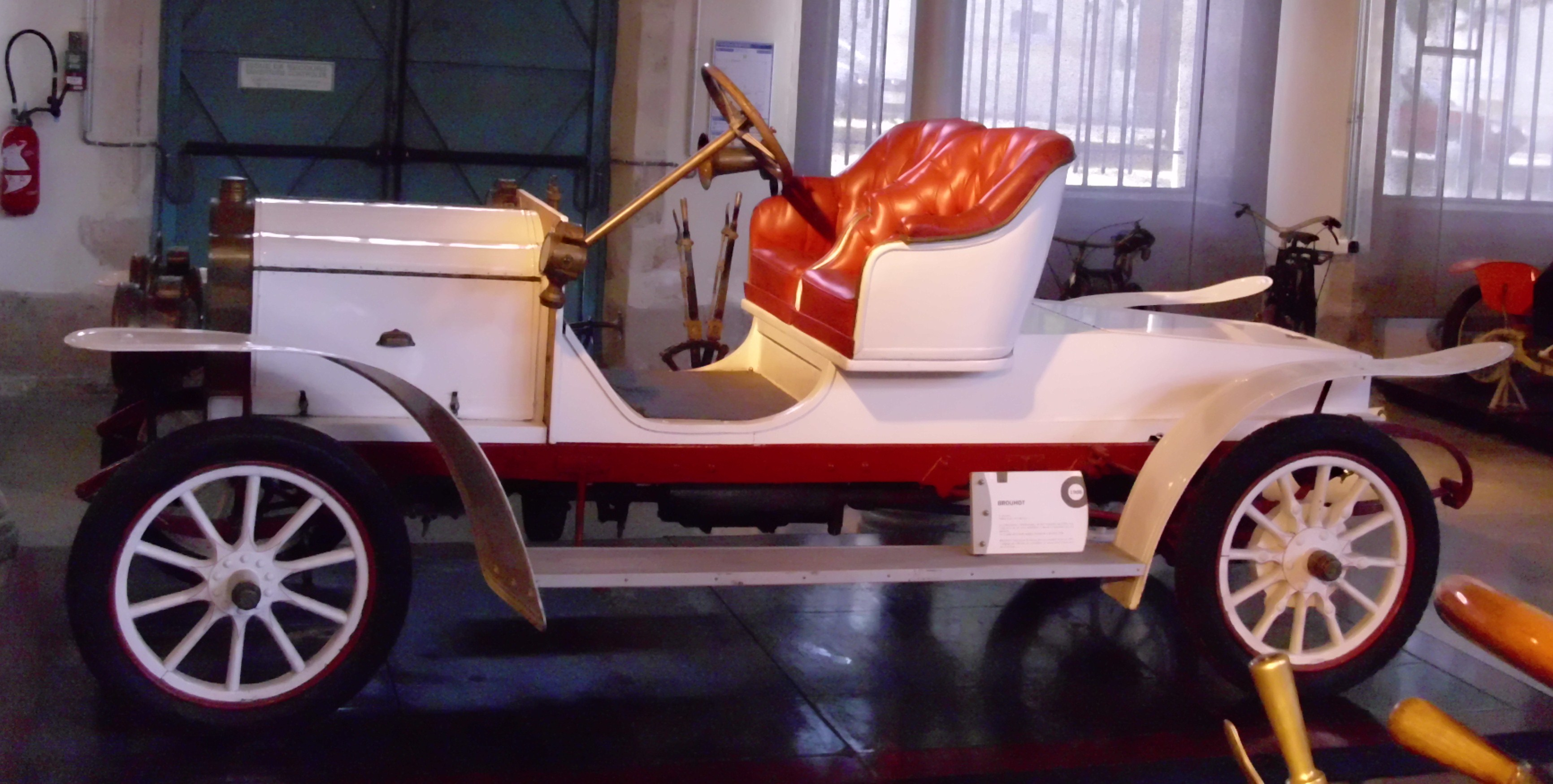
Бруо модели 1906 года
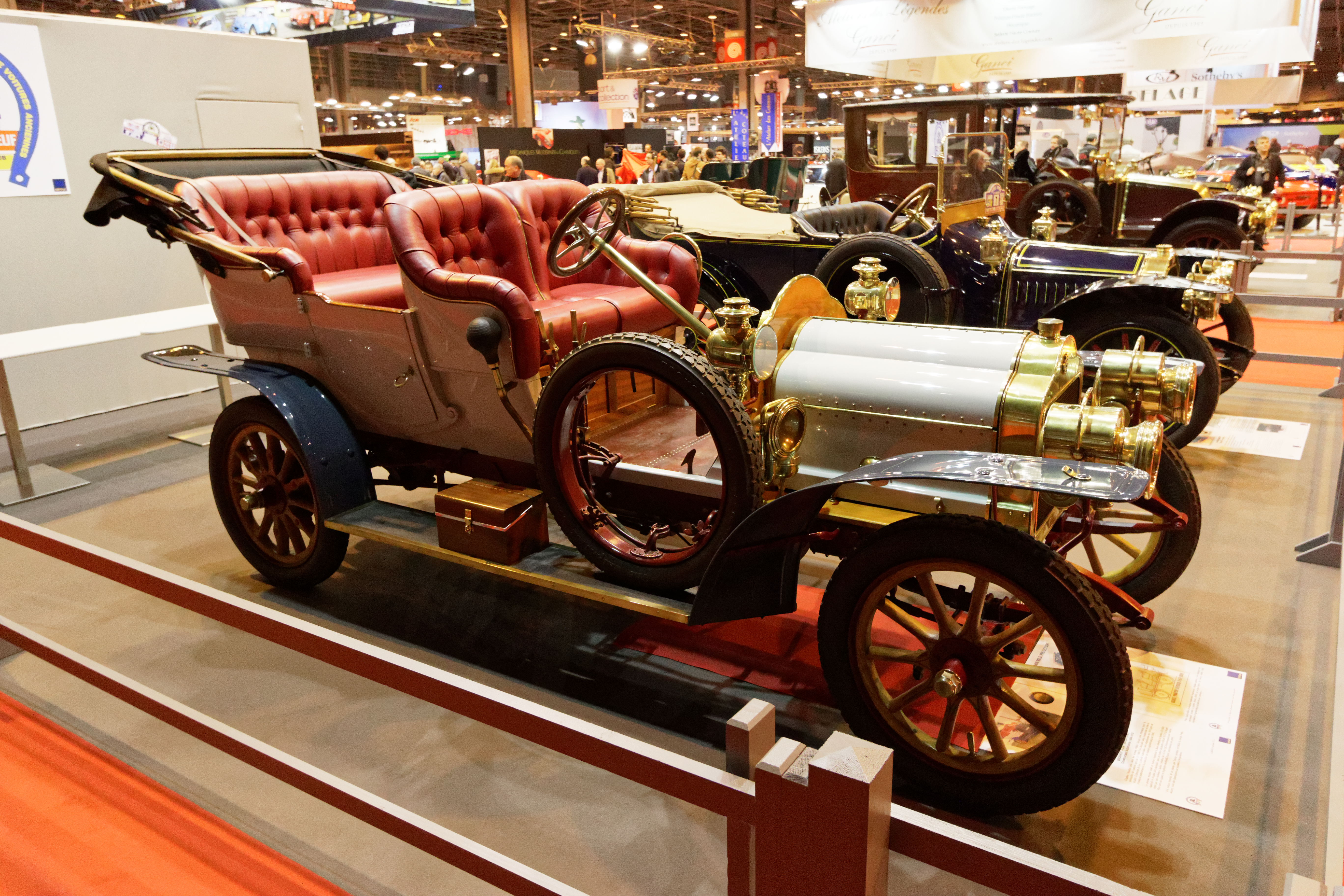
Бруо модели 1908 года
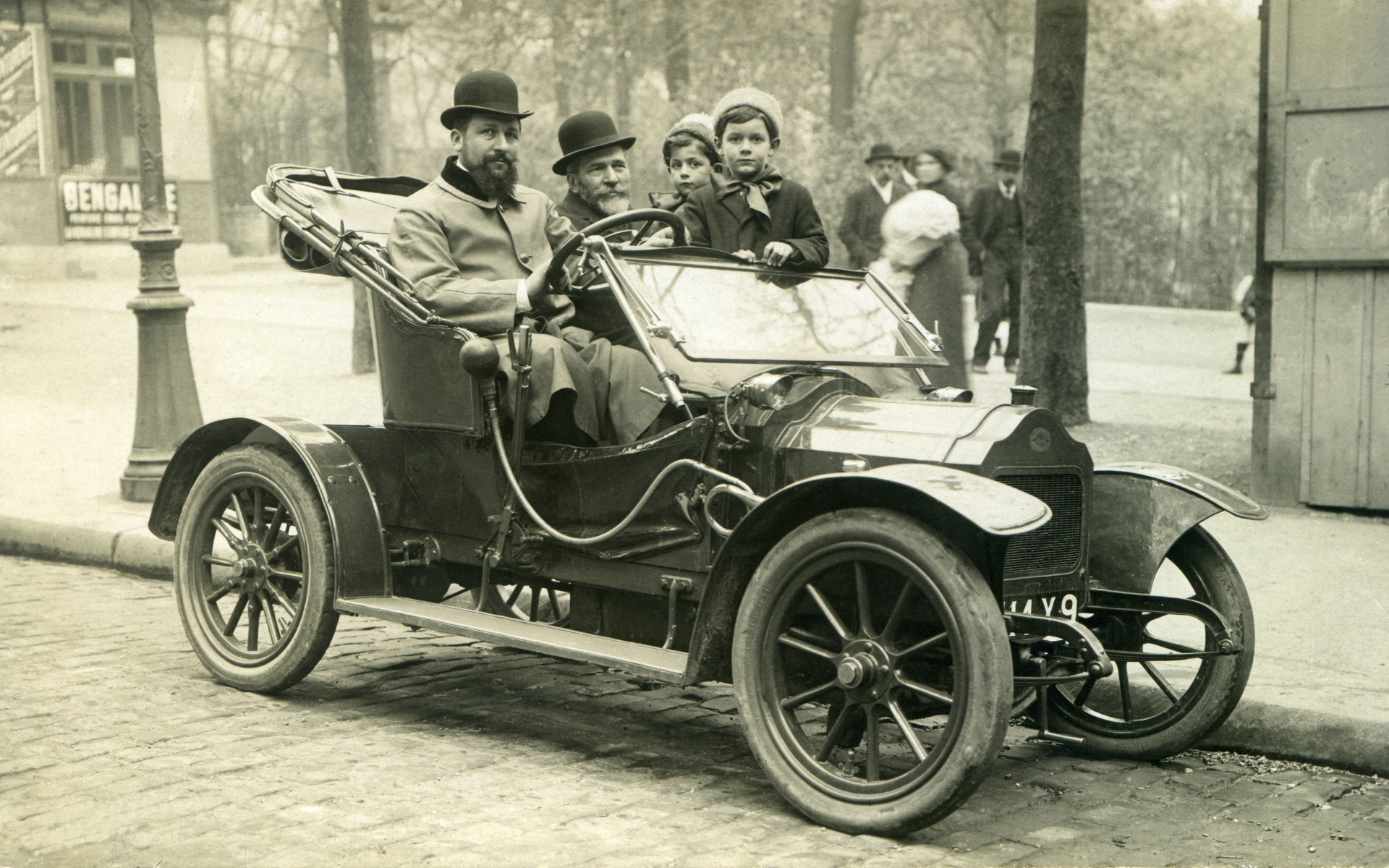
Автомобиль Бруо в Париже, 1910 год